# كأس اليونان 1991–92
كأس اليونان 1991–92 (باليونانية: Κύπελλο Ελλάδος ποδοσφαίρου ανδρών 1991-92)‏ هو الموسم 50 من كأس اليونان. أشرف على تنظيمه الاتحاد الإغريقي لكرة القدم، وكان عدد الأندية المشاركة فيه 72، وفاز فيه نادي أولمبياكوس.